# Juan Arricio
Juan Arricio (ur. 11 grudnia 1923 w La Paz) – boliwijski piłkarz, reprezentant kraju. Podczas kariery piłkarskiej występował na pozycji pomocnika.

## Kariera piłkarska
Podczas kariery piłkarskiej Juan Arricio występował w klubie Ayacucho La Paz.

## Kariera reprezentacyjna
Juan Arricio występował w reprezentacji Boliwii w latach pięćdziesiątych.
W 1950 wziął udział w mistrzostwach świata, gdzie był rezerwowym i nie wystąpił w jedynym meczu Boliwii z Urugwajem.